# Nati il 6 luglio
| Questa pagina contiene informazioni ricavate automaticamente dalle voci biografiche con l'ausilio del template Bio e di un bot. L'aggiornamento è periodico e automatico e ricostruisce completamente la pagina. Se manca una persona in questa lista, sei pregato di non aggiungerla, ma accertati piuttosto che la sua voce biografica contenga il template Bio e che i dati anagrafici siano correttamente compilati. Se il template Bio manca, inseriscilo tu stesso o, in alternativa, metti l'avviso {{tmp\|Bio}} che ne segnala la mancanza. Se i dati riportati sono sbagliati, correggi direttamente la voce biografica; le modifiche saranno visibili in questa lista entro pochi giorni. Per chiarimenti vedi il progetto biografie. La lista contiene solo le 1.084 persone che sono citate nell'enciclopedia e per le quali è stato implementato correttamente il template Bio. Pagina aggiornata al 17 ago 2025. |

## XI secolo(1)
- 1029 - Sa'id al-Andalusi, storico, astronomo e matematico arabo († 1070)

## XII secolo(1)
- 1164 - Federico V di Svevia, duca († 1169)

## XIV secolo(4)
- 1313 - Donato Velluti, politico italiano († 1370)
- 1332 - Elisabetta de Burgh, nobildonna britannica († 1363)
- 1384 - Alfonso de Cartagena, vescovo cattolico spagnolo († 1456)
- 1387 - Bianca di Navarra, regina († 1441)

## XV secolo(2)
- 1404 - Yamana Sōzen, militare giapponese († 1473)
- 1423 - Antonio Manetti, umanista, architetto e matematico italiano († 1497)

## XVI secolo(3)
- 1555 - Luigi di Guisa, cardinale e arcivescovo cattolico francese († 1588)
- 1594 - Federico V di Baden-Durlach, nobile tedesco († 1659)
- 1598 - Kirsten Munk, nobildonna danese († 1658)

## XVII secolo(19)
- 1602 - Eleonora Ramirez de Montalvo, educatrice italiana († 1659)
- 1605 - Ulrico II della Frisia orientale, conte († 1648)
- 1610 - Thomas Rainsborough, politico e militare britannico († 1648)
- 1623 - Jacopo Melani, compositore, organista e cantante italiano († 1676)
- 1625 - Guillam Dubois, pittore e disegnatore olandese († 1680)
- 1630 - Niccolò Acciaiuoli, cardinale italiano († 1719)
- 1630 - Marie-Madeleine d'Aubray, nobile e serial killer francese († 1676)
- 1650 - Federico Casimiro Kettler, duca († 1698)
- 1659 - Alberto Volfango di Hohenlohe-Langenburg, nobile († 1715)
- 1664 - Giovanni Pellegrino Dandi, giornalista, editore e presbitero italiano
- 1668 - Pieter Burman il Vecchio, filologo classico olandese († 1741)
- 1675 - Giovanni Camillo Ciabilli, pittore e poeta italiano († 1746)
- 1677 - Paolo Groppelli, scultore italiano († 1751)
- 1678 - Nicola Francesco Haym, compositore, violoncellista e librettista italiano († 1729)
- 1679 - Domingo Polou, arcivescovo cattolico spagnolo († 1756)
- 1681 - Giovanni Battista Spinola, cardinale e vescovo cattolico italiano († 1752)
- 1686 - Antoine de Jussieu, naturalista e medico francese († 1758)
- 1689 - Johann Friedrich Karl von Ostein, arcivescovo cattolico tedesco († 1763)
- 1695 - Giovanni Francesco Brignole Sale, politico e militare italiano († 1760)

## XVIII secolo(47)
- 1702 - Franz Anton Maichelbeck, organista e compositore tedesco († 1750)
- 1704 - Thomas Lyon, VIII conte di Strathmore e Kinghorne, nobile britannico († 1753)
- 1705 - Alessandro Pompei, architetto, pittore e scrittore italiano († 1772)
- 1706 - Rudolph Joseph von Colloredo-Waldsee, nobile e politico austriaco († 1788)
- 1710 - Girolamo Grimaldi, diplomatico e politico italiano († 1789)
- 1717 - Ignác František Platzer, scultore e intagliatore ceco († 1787)
- 1729 - Giuseppe Maria d'Altemps, VI duca di Gallese, nobile italiano († 1790)
- 1730 - Peter Jonas Bergius, botanico svedese († 1790)
- 1732 - Charles Bruce, V conte di Elgin, nobile scozzese († 1771)
- 1739 - Georges Jacob, ebanista francese († 1814)
- 1739 - Carlo Giuseppe Pistone, vescovo cattolico italiano († 1795)
- 1744 - Gian Galeazzo Serbelloni, militare e nobile italiano († 1802)
- 1744 - Maria Giuseppina di Borbone-Spagna, principessa spagnola († 1801)
- 1745 - Jean-Joseph Taillasson, pittore, illustratore e critico d'arte francese († 1809)
- 1746 - Giovanni Battista Grazioli, compositore e organista italiano († 1820)
- 1747 - John Paul Jones, corsaro e ammiraglio statunitense († 1792)
- 1749 - Francesco Favi, diplomatico e mecenate italiano († 1823)
- 1749 - Berardo Quartapelle, scienziato e agronomo italiano († 1804)
- 1755 - John Flaxman, scultore e disegnatore britannico († 1826)
- 1756 - François-Antoine-Marie de Méan, arcivescovo cattolico belga († 1831)
- 1763 - Luigi Tosi, vescovo cattolico italiano († 1845)
- 1766 - John Russell, VI duca di Bedford, politico inglese († 1839)
- 1766 - Karoline von Schlotheim, nobile tedesca († 1847)
- 1766 - Alexander Wilson, ornitologo statunitense († 1813)
- 1771 - Jöns Svanberg, scienziato e religioso svedese († 1851)
- 1773 - Hippolyte Charles, militare francese († 1837)
- 1773 - Wenceslaus Matiegka, compositore ceco († 1830)
- 1777 - Peregrine Maitland, crickettista e generale britannico († 1854)
- 1778 - Jean-Baptiste Bory de Saint-Vincent, naturalista francese († 1846)
- 1779 - Stepan Filippovič Galaktionov, incisore, litografo e pittore russo († 1854)
- 1781 - Giuseppe Amorelli, vescovo cattolico italiano († 1840)
- 1781 - Giovanni Boccaccio, carabiniere italiano († 1815)
- 1781 - Thomas Stamford Raffles, politico e militare britannico († 1826)
- 1782 - Maria Luisa di Borbone-Spagna, spagnola († 1824)
- 1783 - Frederick Cavendish Ponsonby, militare britannico († 1837)
- 1785 - William Jackson Hooker, botanico britannico († 1865)
- 1786 - Ferdinando Maestri, patriota e politico italiano († 1860)
- 1789 - Maria Isabella di Borbone-Spagna, spagnola († 1848)
- 1790 - Giuseppe Tominz, pittore italiano († 1866)
- 1793 - Jacob de Kempenaer, politico olandese († 1870)
- 1794 - Wilhelm Hensel, pittore tedesco († 1861)
- 1794 - Maria Teresa di Thurn und Taxis, principessa tedesca († 1874)
- 1796 - Nicola I di Russia, sovrano russo († 1855)
- 1796 - Robert Wight, botanico scozzese († 1872)
- 1797 - Henry Paget, II marchese di Anglesey, nobile e politico britannico († 1869)
- 1800 - Karl August von Reisach, cardinale e arcivescovo cattolico tedesco († 1869)
- 1800 - Giovanni Ventura, attore teatrale, drammaturgo e poeta italiano († 1869)

## XIX secolo(145)
- 1803 - Luigi Raffaele De Ferrari, nobile, imprenditore e filantropo italiano († 1876)
- 1803 - Giuseppe Leoni, architetto svizzero († 1863)
- 1804 - Jean-Théodore Laurent, vescovo cattolico tedesco († 1884)
- 1808 - Johann Gustav Droysen, storico e politico tedesco († 1884)
- 1810 - Guglielmo di Urach, duca († 1869)
- 1810 - Giuseppe Vacca, giurista, magistrato e politico italiano († 1876)
- 1811 - Zelindo Ciro Boddi, politico italiano († 1879)
- 1813 - Jakob Imobersteg, giudice, avvocato e politico svizzero († 1875)
- 1814 - Alessandro d'Aste Ricci, ammiraglio e politico italiano († 1881)
- 1815 - Lodovico Bellenghi, pittore, disegnatore e ceramista italiano († 1891)
- 1817 - Rudolf Albert von Kölliker, anatomista e fisiologo svizzero († 1905)
- 1818 - Adolf Anderssen, scacchista tedesco († 1879)
- 1818 - Carl Engel, musicologo tedesco († 1882)
- 1819 - Ignazio Knoblecher, prete, missionario e esploratore sloveno († 1858)
- 1820 - Giovanni Maria Berengo, arcivescovo cattolico italiano († 1896)
- 1821 - Friedrich Dieterici, storico e orientalista tedesco († 1903)
- 1823 - Sophie Adlersparre, editrice e attivista svedese († 1895)
- 1823 - Vincenzo Petrocelli, pittore italiano († 1896)
- 1825 - Randolph Rogers, scultore statunitense († 1892)
- 1826 - Giovanni Guarini, politico italiano († 1889)
- 1829 - Federico VIII di Schleswig-Holstein-Sonderburg-Augustenburg, nobile tedesco († 1880)
- 1832 - August Kluckhohn, storico tedesco († 1893)
- 1832 - Massimiliano I del Messico, imperatore austriaco († 1867)
- 1834 - Henry Haversham Godwin-Austen, geodeta, geologo e naturalista britannico († 1923)
- 1836 - Bernard Borggreve, botanico tedesco († 1914)
- 1836 - Marcello, scultrice e pittrice svizzera († 1879)
- 1837 - Władysław Żeleński, compositore, pianista e organista polacco († 1921)
- 1838 - Vatroslav Jagić, slavista austro-ungarico († 1923)
- 1839 - Bernardino Zendrini, germanista, critico letterario e traduttore italiano († 1879)
- 1840 - Giorgio Piccoli, patriota e politico italiano († 1924)
- 1840 - José María Velasco, pittore messicano († 1912)
- 1841 - Leopold Kny, botanico tedesco († 1916)
- 1843 - Ludwig Beissner, botanico tedesco († 1927)
- 1843 - Giuseppe De Simone, politico italiano († 1902)
- 1845 - Ponziano Loverini, pittore italiano († 1929)
- 1845 - Ángela Peralta, soprano, compositrice e pianista messicana († 1883)
- 1848 - Benigno Crespi, imprenditore italiano († 1910)
- 1849 - Alfred Bray Kempe, matematico britannico († 1922)
- 1852 - Arnulf di Baviera, nobile († 1907)
- 1852 - Otto Neitzel, compositore, pianista e critico musicale tedesco († 1920)
- 1853 - Gaetano Rummo, medico e politico italiano († 1917)
- 1854 - Pasquale Melucci, giurista italiano († 1929)
- 1856 - John Keir, generale britannico († 1937)
- 1856 - Subba Row, filosofo e teosofo indiano († 1890)
- 1858 - Jesús María Echavarría y Aguirre, vescovo cattolico messicano († 1954)
- 1858 - José Miguel Gómez, militare e politico cubano († 1921)
- 1858 - John Atkinson Hobson, economista e saggista inglese († 1940)
- 1859 - Alexander Hamilton-Gordon, generale britannico († 1939)
- 1859 - Carl Gustaf Verner von Heidenstam, scrittore e poeta svedese († 1940)
- 1859 - Isidore Ramishvili, politico georgiano († 1937)
- 1863 - Reginald McKenna, banchiere e politico britannico († 1943)
- 1864 - Alberto Nepomuceno, compositore e direttore d'orchestra brasiliano († 1920)
- 1865 - Alfredo Giannini, ispanista e traduttore italiano († 1939)
- 1865 - Émile Jaques-Dalcroze, pedagogo e compositore svizzero († 1950)
- 1866 - Charles Mangin, generale francese († 1925)
- 1868 - Mildred Mansel, attivista inglese († 1942)
- 1868 - Vittoria del Galles, principessa inglese († 1935)
- 1868 - Norman Warne, editore inglese († 1905)
- 1869 - Friedrich Fichter, chimico svizzero († 1952)
- 1870 - Margherita Clementina d'Asburgo-Lorena, nobile austriaca († 1955)
- 1871 - Evelyn Selbie, attrice statunitense († 1950)
- 1872 - Alexander Hore-Ruthven, I conte di Gowrie, generale e politico britannico († 1955)
- 1872 - Maria Ludovica Teresa di Baviera, duchessa († 1954)
- 1873 - Robert Bayley Osgood, chirurgo statunitense († 1956)
- 1873 - Ernesto Bertarelli, igienista, editore e divulgatore scientifico italiano († 1957)
- 1873 - Dimitrios Maximos, politico greco († 1955)
- 1873 - William Hobson Mills, chimico britannico († 1959)
- 1874 - János Boksay, compositore e presbitero († 1940)
- 1875 - Carlo Bazzi, pittore italiano († 1947)
- 1875 - Charles Perrin, canottiere francese († 1954)
- 1875 - Luigi Puccianti, fisico italiano († 1952)
- 1876 - Edward Joseph Dent, musicologo inglese († 1957)
- 1876 - Harry F. Sinclair, imprenditore e filantropo statunitense († 1956)
- 1876 - Luis Emilio Recabarren, politico cileno († 1924)
- 1877 - Niceto Alcalá-Zamora y Torres, politico e giurista spagnolo († 1949)
- 1877 - Pantaleo Carabellese, filosofo italiano († 1948)
- 1877 - Alberto Cibrario, medico e pittore italiano († 1962)
- 1877 - Ivan Platonovič Kaljaev, rivoluzionario e giornalista russo († 1905)
- 1877 - Włodzimierz Perzyński, scrittore e drammaturgo polacco († 1930)
- 1877 - Frank Riseley, tennista britannico († 1959)
- 1878 - Eino Leino, poeta e scrittore finlandese († 1926)
- 1879 - Günther Burstyn, militare austro-ungarico († 1945)
- 1879 - Henri Jobier, schermidore francese († 1930)
- 1879 - Karl Maybach, ingegnere e imprenditore tedesco († 1960)
- 1880 - Aldo Mazza, pittore, pubblicitario e illustratore italiano († 1964)
- 1881 - James Conlin, calciatore inglese († 1917)
- 1882 - Arnstein Arneberg, architetto norvegese († 1961)
- 1883 - Alberto Collo, attore italiano († 1955)
- 1883 - Ralph Morgan, attore statunitense († 1956)
- 1883 - Charles Sheeler, pittore e fotografo statunitense († 1965)
- 1883 - Şehzade Ahmed Nihad, principe ottomano († 1954)
- 1884 - Willem Marinus Dudok, ingegnere e architetto olandese († 1974)
- 1884 - André Dunoyer de Segonzac, pittore, incisore e illustratore francese († 1974)
- 1884 - Olaf Pedersen, ginnasta danese († 1972)
- 1885 - Ernst Busch, generale tedesco († 1945)
- 1885 - Doyle E. Carlton, politico statunitense († 1972)
- 1885 - Karel Hartmann, hockeista su ghiaccio ceco († 1944)
- 1886 - Marc Bloch, storico, militare e partigiano francese († 1944)
- 1886 - Eduardo Rusjan, aviatore austro-ungarico († 1911)
- 1886 - Metod Dominik Trčka, presbitero ceco († 1959)
- 1886 - Mario Voller-Buzzi, attore, regista e giornalista italiano († 1966)
- 1887 - Nicolangelo Carnimeo, generale e magistrato italiano († 1965)
- 1887 - Walter Flex, poeta e romanziere tedesco († 1917)
- 1887 - Annette Kellerman, nuotatrice e attrice australiana († 1975)
- 1888 - Felice Berardo, calciatore e arbitro di calcio italiano († 1956)
- 1888 - Eugenio Gara, giornalista, scrittore e critico musicale italiano († 1985)
- 1888 - Giovanni Fabbrici, avvocato e politico italiano († 1950)
- 1889 - Clementina Arderiu, poetessa spagnola († 1976)
- 1889 - Magdeleine Marx-Paz, scrittrice, giornalista e politica francese († 1973)
- 1889 - Lavinia Mazzucchetti, germanista, critica letteraria e traduttrice italiana († 1965)
- 1889 - Louis Mottiat, ciclista su strada belga († 1972)
- 1889 - G.B. Samuelson, regista, sceneggiatore e produttore cinematografico inglese († 1947)
- 1890 - Joseph Schubert, vescovo cattolico rumeno († 1969)
- 1891 - Giovanni Ernesto Caporali, sindacalista e politico italiano († 1961)
- 1891 - Amilcare Fantoli, geografo e climatologo italiano († 1980)
- 1891 - Earle S. MacPherson, ingegnere statunitense († 1960)
- 1891 - Eugen Payer, allenatore di calcio ungherese († 1957)
- 1892 - Aldo Canepa, compositore e direttore d'orchestra italiano († 1931)
- 1892 - Ignaz Epper, pittore e scultore svizzero († 1969)
- 1892 - Wilhelm Gros, calciatore tedesco († 1917)
- 1892 - Alberto Spaini, scrittore, giornalista e germanista italiano († 1975)
- 1892 - Arnaldo Woelkel, calciatore svizzero
- 1892 - Jack Yellen, paroliere, compositore e sceneggiatore statunitense († 1991)
- 1893 - John C. Walker, botanico statunitense († 1994)
- 1894 - Giuseppe Castelli Avolio, giurista, politico e magistrato italiano († 1966)
- 1894 - Edmund Lindmark, ginnasta e tuffatore svedese († 1968)
- 1894 - Felice Romano, calciatore e allenatore di calcio argentino († 1971)
- 1894 - Filippo Zappata, ingegnere aeronautico italiano († 1994)
- 1895 - Gaetano Fiorentino, politico italiano († 1973)
- 1895 - Ernst Langlotz, archeologo e storico dell'arte tedesco († 1978)
- 1895 - Wilhelm Massmann, compositore di scacchi tedesco († 1974)
- 1896 - Paul Bouque, missionario e vescovo cattolico francese († 1979)
- 1896 - Ora Graves, militare e marinaio statunitense († 1961)
- 1896 - Michele Miranda, mafioso italiano († 1973)
- 1897 - Frans Dogaer, calciatore belga († 1926)
- 1897 - Maximilian von Edelsheim, generale tedesco († 1994)
- 1897 - Richard Krautheimer, storico dell'arte e storico dell'architettura tedesco († 1994)
- 1897 - Isaías Medina Angarita, generale e politico venezuelano († 1953)
- 1898 - Hanns Eisler, compositore austriaco († 1962)
- 1898 - Alessandro Rimini, architetto e pittore italiano († 1976)
- 1898 - Gustav Ucicky, regista, direttore della fotografia e sceneggiatore austriaco († 1961)
- 1899 - Mignon Good Eberhart, scrittrice statunitense († 1996)
- 1899 - Susannah Mushatt Jones, supercentenaria statunitense († 2016)
- 1899 - Folke Rogard, scacchista e avvocato svedese († 1973)
- 1900 - Frederica Sagor Maas, sceneggiatrice e supercentenaria statunitense († 2012)

## XX secolo(833)
- 1901 - Romano Buschi, calciatore italiano
- 1901 - Pavel Alekseevič Rotmistrov, generale e politico sovietico († 1982)
- 1901 - Ladislao de Gauss, pittore e pubblicitario italiano († 1970)
- 1902 - Gino Beltrame, politico e partigiano italiano († 1973)
- 1902 - Albert Deborgies, pallanuotista francese († 1984)
- 1902 - Carlo Manziana, vescovo cattolico italiano († 1997)
- 1902 - Giovanni Battista Marini, poeta italiano († 1980)
- 1902 - Heinz Neumann, politico e giornalista tedesco († 1937)
- 1902 - Louis Vola, musicista e contrabbassista francese († 1990)
- 1903 - Armando Favi, allenatore di calcio e calciatore italiano
- 1903 - Giacinto Mondaini, pittore, disegnatore e illustratore italiano († 1979)
- 1903 - Luigi Palmisano, calciatore italiano
- 1903 - Axel Hugo Theodor Theorell, biochimico svedese († 1982)
- 1904 - Gastone Canziani, psichiatra e psicologo italiano († 1986)
- 1904 - Aminta Fieschi, medico italiano († 1991)
- 1904 - Shikina Oki, wrestler e lottatore di sumo giapponese († 1983)
- 1905 - Gastone Medin, scenografo italiano († 1973)
- 1905 - Juan O'Gorman, pittore e architetto messicano († 1982)
- 1905 - Suzanne Spaak, partigiana belga († 1944)
- 1906 - Colette Audry, drammaturga, scrittrice e sceneggiatrice francese († 1990)
- 1906 - Tula Belle, attrice statunitense († 1992)
- 1906 - John Jarlath Dooley, arcivescovo cattolico e missionario irlandese († 1997)
- 1906 - Cuth Harrison, pilota automobilistico britannico († 1981)
- 1906 - Juan Rizzo, calciatore argentino
- 1906 - Jock Thomson, calciatore e allenatore di calcio scozzese († 1979)
- 1907 - William Richard Field, missionario e vescovo cattolico irlandese († 1988)
- 1907 - Guido Gillarduzzi, bobbista italiano († 1986)
- 1907 - Frida Kahlo, pittrice messicana († 1954)
- 1907 - Josef Zosel, calciatore cecoslovacco
- 1908 - Piero Gazzola, architetto e ingegnere italiano († 1979)
- 1909 - Max Ellmer, tennista svizzero († 1984)
- 1909 - Nicolò Rasmo, storico dell'arte italiano († 1986)
- 1909 - Jean Taris, nuotatore francese († 1977)
- 1910 - Enrico Beltracchini, pilota automobilistico italiano
- 1910 - Dorothy Kirsten, soprano e attrice statunitense († 1992)
- 1910 - René Le Grevès, ciclista su strada e pistard francese († 1946)
- 1910 - Enrico Ragni, pittore italiano († 2002)
- 1911 - Amedeo Angeli, bobbista italiano († 1965)
- 1911 - Theo Clausen, allenatore di pallacanestro e dirigente sportivo tedesco († 1985)
- 1911 - Franco Ferrara, direttore d'orchestra e compositore italiano († 1985)
- 1911 - Costantino Nivola, artista e scultore italiano († 1988)
- 1912 - Zachar Markovič Agranenko, regista cinematografico sovietico († 1960)
- 1912 - Gerhard Ebeling, teologo tedesco († 2001)
- 1912 - Heinrich Harrer, alpinista, esploratore e sciatore austriaco († 2006)
- 1912 - Joseph J. Hunaerts, astronomo belga († 1979)
- 1912 - Miguel Pedro Martínez Lopes, cestista brasiliano († 2008)
- 1912 - Giovanni Roccardi, regista italiano
- 1913 - Rosa Fazio Longo, politica e attivista italiana († 2004)
- 1913 - Jiří Hájek, diplomatico ceco († 1993)
- 1913 - Luigi Milano, calciatore e allenatore di calcio italiano († 1990)
- 1913 - Maria Nicotra, politica italiana († 2007)
- 1913 - Erzsi Simor, attrice ungherese († 1977)
- 1913 - Bruno Widmar, filosofo italiano († 1980)
- 1914 - Otto Bumbel, allenatore di calcio brasiliano († 1998)
- 1914 - Federico Colinelli, militare italiano († 1943)
- 1914 - Viola Desmond, imprenditrice canadese († 1965)
- 1914 - Nick Frascella, cestista statunitense († 2000)
- 1914 - José García Nieto, poeta e scrittore spagnolo († 2001)
- 1914 - Vincent J. McMahon, imprenditore statunitense († 1984)
- 1915 - Leonard Birchall, militare canadese († 2004)
- 1915 - Eric Orbom, scenografo statunitense († 1959)
- 1916 - Manlio Cancogni, scrittore e giornalista italiano († 2015)
- 1916 - Don Christensen, fumettista e animatore statunitense († 2006)
- 1916 - Serafino Gnutti, militare italiano († 1941)
- 1916 - Morgan Sparks, chimico e fisico statunitense († 2008)
- 1916 - Unica Zürn, artista e scrittrice tedesca († 1970)
- 1917 - Gianni Barilla, imprenditore italiano († 2004)
- 1917 - Giuseppe Antonello Leone, pittore, scultore e poeta italiano († 2016)
- 1918 - Angelo Bollano, calciatore italiano († 1978)
- 1918 - Sebastian Cabot, attore britannico († 1977)
- 1918 - Herm Fuetsch, cestista statunitense († 2010)
- 1918 - Francisco Moncion, ballerino dominicano († 1995)
- 1919 - Oswaldo Guayasamín, pittore ecuadoriano († 1999)
- 1919 - Ernst Haefliger, tenore svizzero († 2007)
- 1919 - Edita Spannerová, pittrice slovacca († 1990)
- 1920 - José Meza, calciatore costaricano († 1988)
- 1920 - Václav Svoboda, calciatore cecoslovacco († 1977)
- 1921 - Alfredo Giorgio Dall'Oglio, attivista e antifascista italiano († 1944)
- 1921 - Ed Erban, cestista statunitense († 2008)
- 1921 - Josefina García de Noia, attivista argentina († 2015)
- 1921 - Jean Vodaine, editore, scrittore e tipografo sloveno († 2006)
- 1921 - Billy e Bobby Mauch, attore statunitense († 2007)
- 1921 - Antonio Moriconi, arbitro di calcio italiano
- 1921 - Nancy Reagan, attrice e first lady statunitense († 2016)
- 1921 - Ferenc Rudas, calciatore ungherese († 2016)
- 1921 - Bill Shirley, attore statunitense († 1989)
- 1922 - Bartolo Cattafi, poeta e viaggiatore italiano († 1979)
- 1922 - Antonio Innocenti, calciatore italiano († 1985)
- 1922 - William Schallert, attore statunitense († 2016)
- 1922 - Toni Seven, attrice e modella statunitense († 1991)
- 1922 - Luigi Silvestri, calciatore italiano
- 1923 - Marie McDonald, attrice e cantante statunitense († 1965)
- 1923 - Wojciech Jaruzelski, politico e generale polacco († 2014)
- 1923 - Sandra Majocchi, cestista italiana († 2005)
- 1923 - Cathy O'Donnell, attrice statunitense († 1970)
- 1923 - Raleigh Trevelyan, scrittore inglese († 2014)
- 1924 - Louie Bellson, batterista statunitense († 2009)
- 1924 - Stanislao Farri, fotografo italiano († 2021)
- 1924 - Frank Giacoia, fumettista statunitense († 1988)
- 1924 - István Mike Mayer, calciatore e allenatore di calcio ungherese († 1994)
- 1924 - María Ponce, attivista argentina († 1977)
- 1924 - Frits Smol, pallanuotista olandese († 2006)
- 1924 - Brian Stanbridge, ufficiale inglese († 2003)
- 1925 - Merv Griffin, conduttore televisivo statunitense († 2007)
- 1925 - Bill Haley, cantante e attore statunitense († 1981)
- 1925 - Zdravko-Ćiro Kovačić, pallanuotista jugoslavo († 2015)
- 1925 - John Rich, regista statunitense († 2012)
- 1925 - Dario Valori, giornalista e politico italiano († 1984)
- 1925 - Gazi Yaşargil, medico turco († 2025)
- 1926 - Anselmo Bislenghi, calciatore italiano († 1984)
- 1926 - Proinsias Mac Cana, linguista britannico († 2004)
- 1927 - Johannes Hendrikus Donner, scacchista e scrittore olandese († 1988)
- 1927 - Tito Gotti, direttore d'orchestra, musicologo e saggista italiano († 2024)
- 1927 - Susan Johnson, attrice statunitense († 2003)
- 1927 - Janet Leigh, attrice statunitense († 2004)
- 1927 - István Lovrics, cestista ungherese († 1990)
- 1927 - Farnese Masoni, calciatore e allenatore di calcio italiano († 1995)
- 1927 - Joop Rohner, pallanuotista olandese († 2005)
- 1928 - Marvin Burns, nuotatore e pallanuotista statunitense († 1990)
- 1928 - Antonietta Gallone Galassi, fisica italiana († 2015)
- 1928 - Peter Glossop, baritono inglese († 2008)
- 1928 - Bernard Malgrange, matematico francese († 2024)
- 1928 - Wally Osterkorn, cestista statunitense († 2012)
- 1928 - Ermenegildo Reato, presbitero, storico e insegnante italiano († 2025)
- 1928 - Bill Ross, pallanuotista statunitense († 2021)
- 1929 - Vittorio Camardese, chitarrista e medico italiano († 2010)
- 1929 - Hélène Carrère d'Encausse, storica e politica francese († 2023)
- 1929 - Willy Kernen, calciatore svizzero († 2009)
- 1929 - Jean-Pierre Mocky, regista, sceneggiatore e attore francese († 2019)
- 1929 - Graziano Motta, giornalista, scrittore e critico musicale italiano
- 1930 - Miodrag Bulatović, romanziere e drammaturgo serbo († 1991)
- 1930 - Ian Burgess, pilota di Formula 1 inglese († 2012)
- 1930 - Herbert Erhardt, allenatore di calcio e calciatore tedesco († 2010)
- 1930 - Donald McKayle, ballerino, coreografo e insegnante statunitense († 2018)
- 1930 - Giuseppe Merighi, medaglista, scultore e pittore italiano († 2008)
- 1930 - Luisella Ottolenghi Mortara, storica dell'arte italiana († 2017)
- 1930 - M. S. Sathyu, regista indiano
- 1930 - Michel Schooyans, filosofo, teologo e presbitero belga († 2022)
- 1931 - Donal Donnelly, attore irlandese († 2010)
- 1931 - Biagio Dreossi, calciatore italiano († 2004)
- 1931 - Francesco Grazioli, ex calciatore italiano
- 1931 - Antonella Lualdi, attrice e cantante italiana († 2023)
- 1931 - Aleardo Nani, calciatore e cestista italiano († 2013)
- 1931 - Della Reese, cantante e attrice statunitense († 2017)
- 1931 - Rudolf Szanwald, calciatore austriaco († 2013)
- 1931 - László Tábori, mezzofondista ungherese († 2018)
- 1932 - Deborah Turbeville, fotografa statunitense († 2013)
- 1932 - Sergio Focardi, fisico italiano († 2013)
- 1932 - Herman Hertzberger, architetto olandese
- 1932 - Jurij Larionov, cestista sovietico († 2008)
- 1932 - Antonio Pagliaro, giurista italiano († 2023)
- 1933 - Henry Anglade, ciclista su strada francese († 2022)
- 1933 - Antonio Díaz-Miguel, cestista e allenatore di pallacanestro spagnolo († 2000)
- 1933 - Al Ferrari, cestista statunitense († 2016)
- 1933 - Agostino Gambino, giurista italiano († 2021)
- 1933 - Ferrando Mantovani, giurista e criminologo italiano († 2024)
- 1933 - Marcel Marnat, musicologo, giornalista e biografo francese († 2024)
- 1933 - Juan Carlos Mesías, calciatore uruguaiano († 2002)
- 1933 - Moisés Navedo, cestista portoricano († 2013)
- 1934 - Michel Crauste, rugbista a 15, allenatore di rugby a 15 e dirigente sportivo francese († 2019)
- 1934 - Günther Domenig, architetto austriaco († 2012)
- 1934 - Giuseppe Garano, cestista e allenatore di pallacanestro italiano († 2024)
- 1934 - Maurice Hasson, violinista e docente francese
- 1934 - Carlo Sciarrelli, progettista italiano († 2006)
- 1934 - Hans-Joachim Speth, allenatore di calcio e calciatore tedesco orientale († 2016)
- 1934 - Salvatore Vecchione, ex magistrato italiano
- 1935 - Candy Barr, ballerina statunitense († 2006)
- 1935 - Marco Rostagno, fumettista, illustratore e pittore italiano († 2004)
- 1935 - Tenzin Gyatso, monaco buddhista tibetano
- 1936 - Shūsaku Arakawa, artista e architetto giapponese († 2010)
- 1936 - Gabriele Jagnocco, pittore e scultore italiano
- 1936 - Jacques Lassalle, regista teatrale francese († 2018)
- 1936 - Gaetano Rampin, attore e mimo italiano († 2020)
- 1936 - Tito Terzi, fotografo italiano († 2010)
- 1937 - Ernesto Agard, ex cestista panamense
- 1937 - Vladimir Davidovič Aškenazi, pianista e direttore d'orchestra russo
- 1937 - Ned Beatty, attore statunitense († 2021)
- 1937 - Gino Bertucco, calciatore italiano († 2020)
- 1937 - Gian Pietro Calasso, regista, sceneggiatore e drammaturgo italiano († 2023)
- 1937 - Gene Chandler, cantante statunitense
- 1937 - Ernesto Figueiredo, ex calciatore portoghese
- 1937 - Bessie Head, scrittrice sudafricana († 1986)
- 1937 - Rodolfo Marcenaro, animatore, vignettista e fumettista italiano († 2020)
- 1937 - Tino Stefanoni, pittore e scultore italiano († 2017)
- 1938 - Oleh Bazylevyč, allenatore di calcio e calciatore sovietico († 2018)
- 1938 - Emilio Delle Piane, attore italiano († 2014)
- 1938 - François Luambo Makiadi, chitarrista, cantante e compositore della Repubblica Democratica del Congo († 1989)
- 1938 - Benito Mazzi, scrittore e giornalista italiano († 2022)
- 1938 - Luana Patten, attrice statunitense († 1996)
- 1938 - Joaquín Rojas, cestista filippino († 2018)
- 1939 - José de la Fuente, ex cestista cileno
- 1939 - Jet Harris, bassista e chitarrista britannico († 2011)
- 1939 - Mary Peters, ex multiplista britannica
- 1939 - Gretchen Rau, scenografa statunitense († 2006)
- 1939 - Sultan III bin Muhammad al-Qasimi, storico e politico emiratino
- 1940 - Rex Cawley, ostacolista statunitense († 2022)
- 1940 - Takeshi Fuji, ex pugile giapponese
- 1940 - Kan Guixiang, artista marziale cinese
- 1940 - Viktor Kuz'kin, hockeista su ghiaccio sovietico († 2008)
- 1940 - Gianfranca Montedoro, cantante e musicista italiana
- 1940 - Nursultan Nazarbaev, politico kazako
- 1940 - Jeannie Seely, cantautrice, produttrice discografica e attrice teatrale statunitense († 2025)
- 1940 - Tove Skutnabb-Kangas, linguista, educatrice e esperantista finlandese († 2023)
- 1941 - Pedro Carmona Estanga, politico venezuelano
- 1941 - Luis Cruzado, calciatore peruviano († 2013)
- 1941 - David Crystal, linguista e scrittore britannico
- 1941 - Horacio Esteves, velocista venezuelano († 1996)
- 1941 - Fausto Fadda, politico italiano
- 1941 - Antonio Matarazzo, politico e dirigente d'azienda italiano
- 1941 - Rosinha de Valença, chitarrista e cantautrice brasiliana († 2004)
- 1942 - Izora Armstead, cantautrice e pianista statunitense († 2004)
- 1942 - Andrea Clemente, bobbista italiano († 1970)
- 1942 - Raymond Depardon, fotoreporter, regista cinematografico e giornalista francese
- 1942 - Serafima Eremkina, ex cestista sovietica
- 1942 - Enzo Lombardi, politico italiano
- 1943 - Rosemary Forsyth, attrice e modella canadese
- 1943 - Leonard Matlovich, attivista e militare statunitense († 1988)
- 1943 - Joe Watson, ex hockeista su ghiaccio canadese
- 1944 - John Ashford, regista britannico († 2023)
- 1944 - Borut Bassin, cestista jugoslavo († 2022)
- 1944 - Byron Berline, violinista e mandolinista statunitense († 2021)
- 1944 - Gunhild Hoffmeister, politica e ex mezzofondista tedesca orientale
- 1944 - José Antonio Morante Gutiérrez, allenatore di calcio e ex calciatore spagnolo
- 1944 - Ahna Capri, attrice statunitense († 2010)
- 1944 - Don Ritchie, ultramaratoneta britannico († 2018)
- 1944 - Mario Sabattini, sinologo e saggista italiano († 2017)
- 1944 - Bernhard Schlink, scrittore tedesco
- 1944 - Claude-Michel Schönberg, compositore, produttore teatrale e cantante francese
- 1945 - Andy Anderson, cestista statunitense († 2019)
- 1945 - Slav Bakalov, animatore e pittore bulgaro († 2019)
- 1945 - Lair Ribeiro, cardiologo e scrittore brasiliano
- 1945 - Robert Nkili, politico camerunese
- 1945 - Burt Ward, attore e attivista statunitense
- 1946 - George W. Bush, politico, imprenditore e ex militare statunitense
- 1946 - Fred Dryer, ex giocatore di football americano, attore e produttore cinematografico statunitense
- 1946 - Tony Field, ex calciatore inglese
- 1946 - Gloriana, cantante, attrice e conduttrice televisiva italiana
- 1946 - Gina Hathorn, ex sciatrice alpina britannica
- 1946 - Paul Jesson, attore britannico
- 1946 - Freddie Mwila, ex calciatore e allenatore di calcio zambiano
- 1946 - Toquinho, chitarrista, cantante e compositore brasiliano
- 1946 - Per Pettersen, allenatore di calcio e ex calciatore norvegese
- 1946 - Flavia Piccoli Nardelli, politica italiana
- 1946 - Peter Singer, filosofo e saggista australiano
- 1946 - Sylvester Stallone, attore, sceneggiatore e regista statunitense
- 1946 - Siro Zanella, politico italiano
- 1947 - Enrico Buemi, politico italiano († 2024)
- 1947 - Dario D'Angelo, giornalista italiano († 1994)
- 1947 - Román Gómez, ex schermidore messicano
- 1947 - Shelley Hack, attrice, modella e produttrice televisiva statunitense
- 1947 - Alberto Meomartini, dirigente d'azienda italiano
- 1947 - Giuseppe Misso, mafioso italiano
- 1947 - Piercarlo Ravazzi, economista italiano
- 1947 - Mario Rodriguez, politologo italiano
- 1947 - Pedro Ruiz, ex calciatore peruviano
- 1947 - Fernando Scarpa, ex calciatore italiano
- 1947 - Roy Señeres, politico e diplomatico filippino († 2016)
- 1947 - Patrick Valdrini, presbitero francese
- 1948 - Nathalie Baye, attrice francese
- 1948 - Antonio Bells, politico palauano
- 1948 - Luigi Castelletti, ex ciclista su strada italiano
- 1948 - Karel Neffe, canottiere cecoslovacco († 2020)
- 1948 - Bob Riley, ex cestista statunitense
- 1948 - Anna Sanna, politica italiana
- 1948 - Jeff Webb, ex cestista statunitense
- 1949 - Fatima Ahmed, scrittrice somala
- 1949 - Ferdinando Donati, allenatore di calcio e calciatore italiano († 2014)
- 1949 - Giampaolo Ganzer, generale italiano
- 1949 - Phyllis Hyman, cantautrice statunitense († 1995)
- 1949 - Michael Shrieve, batterista, percussionista e compositore statunitense
- 1949 - Noli de Castro, giornalista e politico filippino
- 1950 - Gabriele Albertini, politico e imprenditore italiano
- 1950 - Paolo Alli, politico italiano
- 1950 - Marco Baliani, attore, drammaturgo e regista teatrale italiano
- 1950 - Claudio Bordignon, medico e genetista italiano
- 1950 - John Byrne, fumettista inglese
- 1950 - Serge Dellamore, ex calciatore francese
- 1950 - Geraldine James, attrice britannica
- 1950 - Roberto Pangaro, ex nuotatore italiano
- 1950 - Serge Pey, scrittore e poeta francese
- 1950 - Dominique de la Rochefoucauld-Montbel, dirigente d'azienda francese
- 1950 - Sultan Rachmanov, sollevatore sovietico († 2003)
- 1951 - Geert Bourgeois, politico e avvocato belga
- 1951 - Lyn Lemaire, ex triatleta e ciclista su strada statunitense
- 1951 - Lynda S. Robinson, scrittrice statunitense
- 1951 - Geoffrey Rush, attore australiano
- 1952 - Henning Aamodt, calciatore norvegese († 1985)
- 1952 - Tat'jana Gojščik, ex velocista sovietica
- 1952 - Grant Goodeve, attore statunitense
- 1952 - Giannīs Gounarīs, allenatore di calcio e ex calciatore greco
- 1952 - Prince Johnson, politico e generale liberiano († 2024)
- 1952 - Anders Kallur, ex hockeista su ghiaccio, allenatore di hockey su ghiaccio e dirigente sportivo svedese
- 1952 - Kim Cheol-soo, ex calciatore sudcoreano
- 1952 - Sergio Machin, ex calciatore jugoslavo
- 1952 - Hilary Mantel, scrittrice e critica letteraria britannica († 2022)
- 1952 - Graham Oliver, chitarrista britannico
- 1952 - Dean Parisot, regista statunitense
- 1952 - Sauro Petrini, calciatore e dirigente sportivo italiano († 2006)
- 1952 - Meg Ritchie, ex discobola e pesista britannica
- 1952 - Sebastiano Sanzarello, politico e medico italiano
- 1952 - Frank Schäffer, calciatore tedesco († 2024)
- 1952 - Adi Shamir, crittografo, informatico e matematico israeliano
- 1952 - Thomas Sjöberg, allenatore di calcio e ex calciatore svedese
- 1952 - Mehmet Ali Talat, politico cipriota
- 1953 - Stanley DeSantis, attore statunitense († 2005)
- 1953 - Pier Cristoforo Giulianotti, chirurgo italiano
- 1953 - Nanci Griffith, cantautrice e chitarrista statunitense († 2021)
- 1953 - Reneta Indžova, politica bulgara
- 1953 - Aleksandra Ovčinnikova, ex cestista sovietica
- 1953 - Saint-Ange Vebobe, cestista francese († 2022)
- 1954 - Allyce Beasley, attrice e doppiatrice statunitense
- 1954 - Carlo Bresciani, allenatore di calcio e ex calciatore italiano
- 1954 - Massimo De Angelis, giornalista e filosofo italiano
- 1954 - Brian Pallister, politico canadese
- 1954 - Giuseppe Pasotto, vescovo cattolico italiano
- 1955 - Raúl Isaías Baduel, generale e politico venezuelano († 2021)
- 1955 - Michael Boyd, regista teatrale e direttore artistico britannico († 2023)
- 1955 - Edoardo Contini, mafioso italiano
- 1955 - Carlos Alberto Felippsen, allenatore di calcio a 5 e ex giocatore di calcio a 5 brasiliano
- 1955 - Sherif Ismail, politico e ingegnere egiziano († 2023)
- 1955 - Mekkawi Said, scrittore egiziano († 2017)
- 1955 - George Telfer, ex calciatore inglese
- 1955 - Johan Vande Lanotte, politico belga
- 1955 - Giorgio van Straten, scrittore, traduttore e direttore artistico italiano
- 1956 - Jean-Paul Agon, imprenditore francese
- 1956 - Matt Bahr, ex calciatore e ex giocatore di football americano statunitense
- 1956 - Antonella Cimatti, ceramista italiana
- 1956 - Anil Madhav Dave, politico indiano († 2017)
- 1956 - Carmen Fraile, ex cestista spagnola
- 1956 - John Jorgenson, musicista e polistrumentista statunitense
- 1956 - Avi Maoz, funzionario e politico israeliano
- 1956 - Giovanna Petrenga, politica italiana
- 1956 - Loris Pimazzoni, maratoneta italiano († 2019)
- 1956 - Casey Sander, attore statunitense
- 1957 - Massimo Corcione, giornalista italiano
- 1957 - Lauro Corona, attore e modello brasiliano († 1989)
- 1957 - Marina Marazza, scrittrice, traduttrice e curatrice editoriale italiana
- 1957 - Mario Martinez, sollevatore statunitense († 2018)
- 1957 - Gian Paolo Romagnani, storico italiano
- 1958 - Luciano Guerrieri, dirigente d'azienda e politico italiano
- 1958 - Duško Marković, politico montenegrino
- 1958 - Arnaldo Otegi, politico spagnolo
- 1958 - Domenico Santoro, attore italiano
- 1958 - Jennifer Saunders, comica, attrice e sceneggiatrice britannica
- 1959 - Stephen Amidon, scrittore e sceneggiatore statunitense
- 1959 - Richard Dacoury, ex cestista francese
- 1959 - Joe Jacoby, ex giocatore di football americano statunitense
- 1959 - John Keeble, musicista britannico
- 1959 - Danny Kennedy, politico nordirlandese
- 1959 - Mychajlo Mychajlov, ex calciatore ucraino
- 1959 - Claudio Vertova, ex calciatore italiano
- 1960 - György Bakos, ex ostacolista ungherese
- 1960 - Marco Baldineti, ex pallanuotista e allenatore di pallanuoto italiano
- 1960 - Valerie Brisco-Hooks, ex velocista statunitense
- 1960 - Ljudmyla Denisova, politica ucraina
- 1960 - Robert Dunn, allenatore di calcio, ex calciatore e ex giocatore di calcio a 5 australiano
- 1960 - Ferenc Juhász, politico ungherese
- 1960 - Alfred Julbe, allenatore di pallacanestro spagnolo
- 1960 - Mathieu Madega Lebouankehan, vescovo cattolico gabonese
- 1960 - Charles Micallef, ex calciatore maltese
- 1961 - Robin Antin, ballerina, coreografa e conduttrice televisiva statunitense
- 1961 - Benita Fitzgerald-Brown, ex ostacolista statunitense
- 1961 - Kimberly Foster, attrice statunitense
- 1961 - Jonas Jonasson, giornalista e scrittore svedese
- 1961 - Elizabeth Kolbert, scrittrice e giornalista statunitense
- 1961 - Gintaras Krapikas, allenatore di pallacanestro e ex cestista lituano
- 1961 - Rick Price, cantautore australiano
- 1961 - Santandrea, cantautore italiano
- 1961 - Lionginas Virbalas, arcivescovo cattolico lituano
- 1962 - Todd Bennett, velocista britannico († 2013)
- 1962 - Bernard Brégeon, ex canoista francese
- 1962 - Víctor Hugo Castañeda, ex calciatore cileno
- 1962 - Peter Hedges, scrittore, sceneggiatore e regista statunitense
- 1962 - Saško Kedev, politico e medico macedone
- 1962 - Andrew Martin, scrittore e giornalista britannico
- 1962 - Jurijs Popkovs, ex calciatore e allenatore di calcio lettone
- 1962 - Jevhen Serhijovyč Šachov, ex calciatore sovietico
- 1963 - Anesti Arapi, ex calciatore albanese
- 1963 - Edwin Gorter, ex calciatore olandese
- 1963 - Thomas Halim Habib, vescovo cattolico egiziano
- 1963 - Sorin Matei, ex altista rumeno
- 1963 - Cesare Toraldo, ex pentatleta italiano
- 1963 - Luciano Troja, pianista e compositore italiano
- 1963 - Oliver Warg, ex combinatista nordico tedesco orientale
- 1963 - Nicola Zanelli, generale italiano († 2025)
- 1964 - Christopher Ashley, regista teatrale e direttore artistico statunitense
- 1964 - Bernardo Bonezzi, compositore spagnolo († 2012)
- 1964 - Markus Böttcher, attore tedesco
- 1964 - Cristina D'Avena, cantante, attrice e conduttrice televisiva italiana
- 1964 - Kim Ji-woon, regista, sceneggiatore e produttore cinematografico sudcoreano
- 1964 - Lillie Leatherwood, ex velocista statunitense
- 1964 - John Ottman, compositore, montatore e regista statunitense
- 1964 - Kelly Stouffer, ex giocatore di football americano statunitense
- 1964 - Giglio Tomasi, ex sciatore alpino italiano
- 1964 - Yang Young-ja, ex tennistavolista sudcoreana
- 1964 - Béatrice von Siebenthal, allenatrice di calcio e ex calciatrice svizzera
- 1965 - Ugo Cornia, scrittore italiano
- 1965 - Carlo Fava, cantautore e attore italiano
- 1965 - Stefan Ilsanker, ex slittinista tedesco occidentale
- 1965 - Giuseppe Milella, allenatore di calcio a 5 e ex giocatore di calcio a 5 italiano
- 1965 - Jens Müller, ex slittinista tedesco
- 1965 - Ottavio Navarra, politico italiano
- 1965 - Wolfgang Pisa, vescovo cattolico tanzaniano
- 1965 - Sandro Sambugaro, ex saltatore con gli sci italiano
- 1965 - Hannes Zehentner, ex sciatore alpino tedesco
- 1966 - Claudia Alverà, giocatrice di curling italiana
- 1966 - Diamond Jackson, attrice pornografica statunitense
- 1966 - Anthony Karl Gregory, ex calciatore islandese
- 1966 - Brian Posehn, attore, doppiatore e sceneggiatore statunitense
- 1966 - Antonio Spadaro, gesuita, giornalista e teologo italiano
- 1966 - Fantastic Plastic Machine, musicista, disc jockey e produttore discografico giapponese
- 1966 - Leroy Watson, ex arciere britannico
- 1967 - Thomas Becker, canoista tedesco
- 1967 - Shanda Berry, ex cestista statunitense
- 1967 - Italo Bocchino, politico, giornalista e editore italiano
- 1967 - Max Gazzè, cantautore, bassista e attore italiano
- 1967 - Alvin Harper, ex giocatore di football americano statunitense
- 1967 - Glen Mazzara, sceneggiatore e produttore televisivo statunitense
- 1967 - Heather Nova, cantautrice e poetessa inglese
- 1967 - Stefano Pellegrini, ex calciatore italiano
- 1968 - Giuliano Agazzi, ex pallavolista italiano
- 1968 - Tiit Aleksejev, scrittore estone
- 1968 - Andrej Aleksin, musicista e cantante russo
- 1968 - Ana Lúcia Castilho da Mota, ex cestista brasiliana
- 1968 - John Dickerson, giornalista statunitense
- 1968 - Sylvain Guillaume, ex combinatista nordico francese
- 1968 - Michael Klinkert, ex calciatore tedesco
- 1968 - Noel Van Horn, fumettista statunitense
- 1968 - Takeshi Yūki, ex cestista giapponese
- 1969 - Christian Calabrese, giornalista, autore televisivo e blogger italiano
- 1969 - Fabio Ferraboschi, musicista e produttore discografico italiano
- 1969 - Patrizia Sberti, ex calciatrice italiana
- 1969 - Christopher Scarver, criminale statunitense
- 1969 - Serafim Todorov, ex pugile bulgaro
- 1969 - Brian Van Holt, attore statunitense
- 1969 - Sophia Witherspoon, ex cestista e allenatrice di pallacanestro statunitense
- 1969 - Yūji Yokoyama, allenatore di calcio e ex calciatore giapponese
- 1970 - Regla Bell, ex pallavolista cubana
- 1970 - Østen Bergøy, cantante e baritono norvegese
- 1970 - Roger Cicero, cantante tedesco († 2016)
- 1970 - Médéric Collignon, trombettista e sassofonista francese
- 1970 - Marcel van Drunen, pilota motociclistico olandese
- 1970 - Christer Fursth, ex calciatore svedese
- 1970 - Phil Gordon, giocatore di poker statunitense
- 1970 - Antonio Harvey, ex cestista statunitense
- 1970 - Inspectah Deck, rapper e produttore discografico statunitense
- 1970 - Lionel Jaffredo, ex arbitro di calcio francese
- 1970 - David Readman, cantante britannico
- 1970 - Heather Samuel, ex velocista antiguo-barbudana
- 1970 - Symba Smith, attrice statunitense
- 1970 - Jana Thieme, ex canottiera tedesca
- 1970 - Matteo Tosi, attore e sceneggiatore italiano
- 1970 - Francesco Zampaglione, cantautore e compositore italiano
- 1971 - İqor Getman, ex calciatore azero
- 1971 - E.C. Hill, ex cestista e allenatrice di pallacanestro statunitense
- 1971 - Mia Lyhne, attrice danese
- 1971 - Helene Nardini, attrice italiana
- 1971 - Alice Pelle, cantautrice italiana
- 1971 - Mlađan Šilobad, ex cestista jugoslavo
- 1972 - Isabelle Boulay, cantante canadese
- 1972 - Roger Esteller, ex cestista spagnolo
- 1972 - Fininho, ex giocatore di calcio a 5 brasiliano
- 1972 - Rossano Galtarossa, canottiere italiano
- 1972 - Laurent Gaudé, scrittore e drammaturgo francese
- 1972 - Brian Letscher, attore statunitense
- 1972 - Meke Mwase, allenatore di calcio e ex calciatore malawiano
- 1972 - Matteo Nicolucci, velista italiano
- 1972 - Žanna Pintusevyč-Blok, ex velocista ucraina
- 1972 - Lee Priest, culturista australiano
- 1972 - Riccardo Rovinelli, ex calciatore italiano
- 1973 - Luigi Beghetto, dirigente sportivo e ex calciatore italiano
- 1973 - Nathan Gill, politico britannico
- 1973 - Giorgi Kinkladze, ex calciatore georgiano
- 1973 - Paolo Macedonio, attore e doppiatore italiano
- 1973 - Takafumi Ogura, allenatore di calcio e ex calciatore giapponese
- 1973 - Alessio Sarri, schermidore italiano
- 1973 - Bartolomeu Varela, arbitro di calcio francese
- 1974 - Fortunato Baliani, ex ciclista su strada italiano
- 1974 - Lulzim Hushi, ex calciatore albanese
- 1974 - Diego Klimowicz, ex calciatore argentino
- 1974 - Harley Marques Silva, giocatore di beach volley brasiliano
- 1974 - Steve Sullivan, ex hockeista su ghiaccio canadese
- 1974 - Zé Roberto, ex calciatore brasiliano
- 1975 - Cristiano Bacci, allenatore di calcio e ex calciatore italiano
- 1975 - 50 Cent, rapper, attore e imprenditore statunitense
- 1975 - Alessandro Juliani, attore, doppiatore e cantante canadese
- 1975 - Léo, ex calciatore brasiliano
- 1975 - Sebastián Rulli, attore messicano
- 1975 - Harlington Shereni, ex calciatore zimbabwese
- 1975 - Camille Sullivan, attrice canadese
- 1975 - Vladimir Vasilj, ex calciatore croato
- 1975 - Alessio Viola, giornalista e conduttore televisivo italiano
- 1976 - Cécile Argiolas, schermitrice francese
- 1976 - Ophélie David, ex sciatrice alpina e sciatrice freestyle ungherese
- 1976 - Sara De Angelis, politica italiana
- 1976 - Rory Delap, allenatore di calcio e ex calciatore inglese
- 1976 - Alana Evans, ex attrice pornografica statunitense
- 1976 - Bjarki Guðmundsson, ex calciatore islandese
- 1976 - Mali Harries, attrice gallese
- 1976 - Eszter Hortobágyi, pentatleta ungherese
- 1976 - Daniel Ibañes Caetano, allenatore di calcio a 5 e ex giocatore di calcio a 5 brasiliano
- 1976 - Modiri Marumo, allenatore di calcio e ex calciatore botswano
- 1976 - Gagan Thapa, politico e imprenditore nepalese
- 1977 - Bruno Baltazar, allenatore di calcio e ex calciatore portoghese
- 1977 - Con Blatsis, ex calciatore australiano
- 1977 - Kris Clack, ex cestista statunitense
- 1977 - Audrey Fleurot, attrice francese
- 1977 - Lucrezia Lerro, scrittrice e poetessa italiana
- 1977 - Li Jinyu, ex calciatore e allenatore di calcio cinese
- 1977 - Ricardo Medina Jr., attore statunitense
- 1977 - Maks Mirny, allenatore di tennis e ex tennista bielorusso
- 1977 - Kirill Pryadkin, ex calciatore kirghiso
- 1977 - Rhymefest, rapper statunitense
- 1977 - Yevgeniy Safonov, ex calciatore uzbeko
- 1977 - Bradford Young, direttore della fotografia statunitense
- 1977 - Estuardo de León, allenatore di calcio a 5 e ex giocatore di calcio a 5 guatemalteco
- 1978 - Joseba Albizu, ex ciclista su strada spagnolo
- 1978 - Adam Busch, attore statunitense
- 1978 - Danil Khalimov, lottatore kazako († 2020)
- 1978 - Bruce Macfie, kickboxer, thaiboxer e artista marziale australiano
- 1978 - Gérard Maki Haitong, ex calciatore vanuatuano
- 1978 - Aiko Miyake, ex nuotatrice giapponese
- 1978 - Tamera Mowry, attrice statunitense
- 1978 - Tia Mowry, attrice statunitense
- 1978 - Andreas Pistiolīs, allenatore di pallacanestro greco
- 1978 - Elisa Ridolfi, cantante italiana
- 1978 - Hassan Roudbarian, ex calciatore iraniano
- 1978 - Guillaume Senez, regista e sceneggiatore belga
- 1978 - Isiah Victor, ex cestista statunitense
- 1979 - Fabrice Abriel, allenatore di calcio e ex calciatore francese
- 1979 - Ella Alpiger, ex sciatrice alpina svizzera
- 1979 - Mirsad Bešlija, ex calciatore bosniaco
- 1979 - Nic Cester, cantautore e chitarrista australiano
- 1979 - Kevin Hart, attore e comico statunitense
- 1979 - C. J. Hobgood, surfista statunitense
- 1979 - Cédric Kanté, ex calciatore maliano
- 1979 - Luis Laverde, ex ciclista su strada colombiano
- 1979 - Rosalia Misseri, cantante e attrice teatrale italiana
- 1979 - Fernando Poggi, ex giocatore di calcio a 5 argentino
- 1979 - Abdul Salis, attore britannico
- 1979 - Goran Šprem, ex pallamanista croato
- 1979 - Gabe Woodward, ex nuotatore statunitense
- 1979 - Jan van Weyde, attore tedesco
- 1980 - César Ricardo de Lucena, allenatore di calcio e ex calciatore brasiliano
- 1980 - Tshering Chhoden, ex arciera bhutanese
- 1980 - Pau Gasol, ex cestista spagnolo
- 1980 - Marcelo Goianira, ex calciatore brasiliano
- 1980 - Eva Green, attrice e modella francese
- 1980 - Kim Chung-tae, arciere sudcoreano
- 1980 - Giuliano Lamma, allenatore di calcio e ex calciatore italiano
- 1980 - Simone Moretto, attore italiano
- 1980 - Joell Ortiz, rapper statunitense
- 1980 - Anna Premoli, scrittrice croata
- 1980 - Mattia Soloperto, ex cestista italiano
- 1980 - Derlis Torres, ex cestista paraguaiano
- 1981 - Nnamdi Asomugha, attore, produttore cinematografico e ex giocatore di football americano statunitense
- 1981 - John Cox, ex cestista venezuelano
- 1981 - Jelena Kostanić Tošić, ex tennista croata
- 1981 - Magda Mihalache, ex tennista romena
- 1981 - Anda Perianu, ex tennista rumena
- 1981 - Giorgio Piantella, astista italiano
- 1981 - Roman Širokov, dirigente sportivo e ex calciatore russo
- 1981 - Yannick Talabardon, ex ciclista su strada francese
- 1981 - LaToya Thomas, ex cestista statunitense
- 1982 - Annika Aakjær, cantante danese
- 1982 - Hlynur Bæringsson, ex cestista e allenatore di pallacanestro islandese
- 1982 - Julius Brink, giocatore di beach volley tedesco
- 1982 - Bruno Miguel, attore, cantante e pubblicitario brasiliano
- 1982 - Christian Ehrhoff, hockeista su ghiaccio tedesco
- 1982 - Jhonnier González, ex calciatore colombiano
- 1982 - Brandon Jacobs, ex giocatore di football americano statunitense
- 1982 - Kim Eun-hye, ex cestista sudcoreana
- 1982 - John Laverty, pilota motociclistico britannico
- 1982 - Vivien Máthé, pentatleta ungherese
- 1982 - Ricardo Jorge Novo Nunes, ex calciatore portoghese
- 1982 - Ionuț Rada, ex calciatore rumeno
- 1982 - Erica Rose, nuotatrice statunitense
- 1982 - Misty Upham, attrice statunitense († 2014)
- 1982 - Ubaldina Valoyes, ex sollevatrice colombiana
- 1982 - Tunku 'Abidin Muhriz, principe, politologo e giornalista malese
- 1982 - Tay Zonday, cantante, musicista e youtuber statunitense
- 1983 - Judith Chemla, attrice francese
- 1983 - Michal Daněk, calciatore ceco
- 1983 - Brent Fisher, ex calciatore neozelandese
- 1983 - Andrij Malyš, ex cestista ucraino
- 1983 - Elżbieta Nykiel, pallavolista polacca
- 1983 - Prevale, disc jockey, produttore discografico e conduttore radiofonico italiano
- 1983 - David Price, pugile britannico
- 1983 - Gregory Smith, attore e regista canadese
- 1983 - Geoffrey Sserunkuma, calciatore ugandese
- 1983 - Edoardo Stoppacciaro, doppiatore italiano
- 1983 - Thijs van Valkengoed, nuotatore olandese
- 1984 - Ahmed Abdel-Sattar, calciatore giordano
- 1984 - Lauren Harris, cantante inglese
- 1984 - Takumi Ishizaki, ex cestista giapponese
- 1984 - Hrachik Javakhyan, pugile armeno
- 1984 - Sebastian Kienle, triatleta tedesco
- 1984 - Amber Liu, ex tennista statunitense
- 1984 - Gonzalo Maulella, calciatore uruguaiano
- 1984 - Shenay Perry, ex tennista statunitense
- 1984 - Jone Samuelsen, calciatore norvegese
- 1984 - David Taro, calciatore salomonese
- 1984 - D. Woods, cantante, ballerina e attrice statunitense
- 1984 - Martina Zacke, schermitrice tedesca
- 1984 - Zhang Hao, ex pattinatore artistico su ghiaccio cinese
- 1985 - Evren Büker, ex cestista turco
- 1985 - Rebecca Camilleri, ex lunghista e velocista maltese
- 1985 - Stefano Chiapolino, ex saltatore con gli sci italiano
- 1985 - Palmiro Di Dio, allenatore di calcio e ex calciatore italiano
- 1985 - Virginie Marsan, attrice italiana
- 1985 - Joe Mays, giocatore di football americano statunitense
- 1985 - Ranveer Singh, attore indiano
- 1985 - Marcos Suka-Umu, cestista spagnolo
- 1985 - Melisa Sözen, attrice turca
- 1986 - Veronica Angeloni, ex pallavolista italiana
- 1986 - Luigi Di Maio, politico e funzionario italiano
- 1986 - Emanuela Fanelli, attrice e comica italiana
- 1986 - Giōrgos Gkalitsios, ex calciatore greco
- 1986 - David Karp, imprenditore statunitense
- 1986 - Omri Kende, ex calciatore israeliano
- 1986 - Andreas Schicker, ex calciatore austriaco
- 1986 - Milan Švenger, calciatore ceco
- 1986 - Djibril Thiam, ex cestista senegalese
- 1987 - Victoraș Astafei, calciatore rumeno
- 1987 - Sophie Auster, cantante e attrice statunitense
- 1987 - Bartosz Białkowski, ex calciatore polacco
- 1987 - Niklas Dyrhaug, fondista norvegese
- 1987 - Mohamed El Makrini, calciatore olandese
- 1987 - Kaio Felipe Gonçalves, ex calciatore brasiliano
- 1987 - Sergiu Homei, ex calciatore rumeno
- 1987 - Kim Jin-hyeon, calciatore sudcoreano
- 1987 - Margaret Nankabirwa, giocatrice di badminton ugandese
- 1987 - Kate Nash, cantautrice, musicista e attrice britannica
- 1987 - Matt O'Leary, attore statunitense
- 1987 - Vasile Olariu, ex calciatore rumeno
- 1987 - Bruno Perone, calciatore brasiliano
- 1987 - David Pisot, calciatore tedesco
- 1987 - Ricky Sánchez, cestista portoricano
- 1987 - Nathan Sturgis, ex calciatore statunitense
- 1987 - Caroline Trentini, supermodella brasiliana
- 1987 - Edson Henrique da Silva, calciatore brasiliano
- 1988 - Sarah Barrable-Tishauer, attrice canadese
- 1988 - Mateusz Cetnarski, ex calciatore polacco
- 1988 - Adrian Clayborn, giocatore di football americano statunitense
- 1988 - Tiffany Cromwell, ciclista su strada australiana
- 1988 - Cody Fern, attore australiano
- 1988 - Kevin Fickentscher, ex calciatore svizzero
- 1988 - Laura Godoy, modella guatemalteca
- 1988 - Nichlas Hardt, ex hockeista su ghiaccio danese
- 1988 - Alex Joseph, ex giocatore di football americano statunitense
- 1988 - Nik Jurišić, rugbista a 15 croato
- 1988 - Ivan Messina, cestista italiano
- 1988 - Abi Olajuwon, ex cestista e allenatrice di pallacanestro statunitense
- 1988 - Edvard Skagestad, ex calciatore norvegese
- 1988 - Lars Sullivan, ex wrestler statunitense
- 1988 - Niko Tokić, ex calciatore croato
- 1988 - József Varga, calciatore ungherese
- 1989 - Carolus Andriamatsinoro, calciatore malgascio
- 1989 - Nikita Burmistrov, calciatore russo
- 1989 - Pierluigi Gigante, attore italiano
- 1989 - Paula Guilló, modella spagnola
- 1989 - Elias Harris, cestista tedesco
- 1989 - Joo Min-kyung, attrice sudcoreana
- 1989 - Christopher Juul Jensen, ciclista su strada danese
- 1989 - Matt Kalil, giocatore di football americano statunitense
- 1989 - Li Ling, astista cinese
- 1989 - Lucas Mancinelli, calciatore argentino
- 1989 - Ryan Miller, giocatore di football americano statunitense
- 1989 - Madara Onužāne, altista lettone
- 1989 - Srđan Stanić, ex calciatore bosniaco
- 1989 - Patrick Terer, maratoneta e siepista keniota
- 1989 - Jabara Williams, ex giocatore di football americano statunitense
- 1990 - Jamell Anderson, cestista britannico
- 1990 - Theyab Awana, calciatore emiratino († 2011)
- 1990 - Wizkid, cantautore nigeriano
- 1990 - Marcin Budziński, calciatore polacco
- 1990 - Gent Cakaj, politico albanese
- 1990 - Jae Crowder, cestista statunitense
- 1990 - Nicolò De Devitiis, conduttore televisivo italiano
- 1990 - Roei Gordana, calciatore israeliano
- 1990 - Maksim Grigor'ev, ex calciatore russo
- 1990 - Magaye Gueye, ex calciatore francese
- 1990 - Asuman Karakoyun, ex pallavolista turca
- 1990 - Ihar Kuz'mjanok, calciatore bielorusso
- 1990 - Li Ziqi, blogger cinese
- 1990 - Muris Mešanović, calciatore bosniaco
- 1990 - Daiana Mureșan, pallavolista rumena
- 1990 - Mario Musa, ex calciatore croato
- 1990 - Louise Parfait, calciatore camerunese
- 1990 - Gerson Rodas, calciatore honduregno
- 1990 - Felix Schoft, ex saltatore con gli sci tedesco
- 1990 - Jeremy Suarez, attore e doppiatore statunitense
- 1990 - Meg Mac, cantautrice australiana
- 1990 - Jurijus Veklenko, cantante lituano
- 1991 - Damián Arce, calciatore argentino
- 1991 - Evgenij Baškirov, calciatore russo
- 1991 - Nat Berhe, giocatore di football americano statunitense
- 1991 - Taylor Braun, cestista statunitense
- 1991 - Beatrice Chepkoech, siepista e mezzofondista keniota
- 1991 - Fabrizio Colica, attore e comico italiano
- 1991 - Andreas Hopmark, ex calciatore norvegese
- 1991 - Franko Jelovčić, giocatore di calcio a 5 croato
- 1991 - Philip Milanov, discobolo belga
- 1991 - Temur Parcvanija, ex calciatore georgiano
- 1991 - Il'ja Pervuchin, canoista russo
- 1991 - Maurice Torres, pallavolista portoricano
- 1991 - Julian Wruck, discobolo australiano
- 1991 - Jonas Zohore, cestista danese
- 1992 - Abdelaziz Ben Ammar, judoka tunisino
- 1992 - Ahmed Dudarov, lottatore tedesco
- 1992 - Romeo Fernandes, calciatore indiano
- 1992 - Dominik Furman, calciatore polacco
- 1992 - Nino Galović, calciatore croato
- 1992 - Peter Glinton, calciatore britannico
- 1992 - Han Na-lae, ex tennista sudcoreana
- 1992 - Trey Hopkins, giocatore di football americano statunitense
- 1992 - Mohamed Awad, calciatore egiziano
- 1992 - Beata Kollmats, calciatrice svedese
- 1992 - Liang Wenhao, pattinatore di short track cinese
- 1992 - Django Lovett, altista canadese
- 1992 - Manny Machado, giocatore di baseball statunitense
- 1992 - Alfredo Francisco Martins, calciatore brasiliano
- 1992 - Rigoberto Mendoza, cestista dominicano
- 1992 - Cecilio Morales, giocatore di calcio a 5 spagnolo
- 1992 - Milena Nikolić, calciatrice bosniaca
- 1992 - Mario Pineida, calciatore ecuadoriano
- 1992 - Oliver Podhorín, calciatore slovacco
- 1992 - Joe Shaughnessy, calciatore irlandese
- 1992 - Rico Strieder, calciatore tedesco
- 1992 - Daniel Villalva, calciatore argentino
- 1992 - Uroš Vitas, calciatore serbo
- 1992 - Desi Washington, cestista statunitense
- 1992 - António Xavier, calciatore portoghese
- 1993 - Shamim Bangi, giocatrice di badminton ugandese
- 1993 - Jefté Betancor, calciatore spagnolo
- 1993 - Jana Burčeska, cantante macedone
- 1993 - Matteo Chiappa, pallavolista italiano
- 1993 - Christian Jones, cestista statunitense
- 1993 - Bassel Jradi, calciatore libanese
- 1993 - Fairouz Ai, doppiatrice giapponese
- 1993 - Wilfried Kanon, calciatore ivoriano
- 1993 - Hammad Miah, giocatore di snooker inglese
- 1993 - Hiromu Mitsumaru, calciatore giapponese
- 1993 - Mukuka Mulenga, calciatore zambiano
- 1993 - Florian Neuhold, ex calciatore austriaco
- 1993 - Retin Obasohan, cestista belga
- 1993 - Neira Ortiz, pallavolista portoricana
- 1993 - Clément Parisse, fondista francese
- 1993 - Jonathan Rodríguez, calciatore uruguaiano
- 1993 - Ilaria Scarcella, ex nuotatrice italiana
- 1994 - Patrick Aisa, calciatore papuano
- 1994 - Andrew Benintendi, giocatore di baseball statunitense
- 1994 - Nikola Dovedan, calciatore austriaco
- 1994 - Pat Elflein, giocatore di football americano statunitense
- 1994 - Mariana Falace, attrice italiana
- 1994 - Giorgia Faraone, pallavolista italiana
- 1994 - Ruben Guerreiro, ciclista su strada portoghese
- 1994 - Scotty James, snowboarder australiano
- 1994 - Joan Jordán, calciatore spagnolo
- 1994 - Kim Yong-il, calciatore nordcoreano
- 1994 - Érica Lonigro, calciatrice argentina
- 1994 - Bojan Nastić, calciatore bosniaco
- 1994 - Natalie Paris, attrice teatrale britannica
- 1994 - Jason Remeseiro, calciatore spagnolo
- 1994 - Camilla e Rebecca Rosso, attrice britannica
- 1994 - Lion Wasczyk, attore tedesco
- 1994 - Wei Chun-heng, arciere taiwanese
- 1995 - Carlos Áñez, calciatore boliviano
- 1995 - Samuele Campo, calciatore svizzero
- 1995 - Daniel Celea, calciatore rumeno
- 1995 - Eric Comrie, hockeista su ghiaccio canadese
- 1995 - Lovro Cvek, calciatore croato
- 1995 - Thomas Deruette, ex ciclista su strada belga
- 1995 - Lucas Dias, cestista brasiliano
- 1995 - Alex Leever, ex sciatore alpino statunitense
- 1995 - Jairus Lyles, ex cestista statunitense
- 1995 - Mario López Quintana, calciatore paraguaiano
- 1995 - Mehdy Ngouama, cestista francese
- 1995 - Noah Skaalum, cantante danese
- 1995 - Silvia Turani, rugbista a 15 italiana
- 1995 - Victor Wernersson, calciatore svedese
- 1996 - Anatole Abang, calciatore camerunese
- 1996 - Kristal Abazaj, calciatore albanese
- 1996 - Bernhard Flaschberger, fondista e ex combinatista nordico austriaco
- 1996 - Sandra Näslund, sciatrice freestyle svedese
- 1996 - Robert Naylor, attore canadese
- 1996 - German Onugcha, calciatore russo
- 1996 - Mark Padun, ex ciclista su strada ucraino
- 1996 - Jovan Popzlatanov, calciatore macedone
- 1997 - Alessio Bolis, cestista italiano
- 1997 - Quentin Braat, calciatore francese
- 1997 - Fabian Bösch, sciatore freestyle svizzero
- 1997 - Tilen Finkšt, ciclista su strada e pistard sloveno
- 1997 - Georgi Jomov, calciatore bulgaro
- 1997 - Juninho Capixaba, calciatore brasiliano
- 1997 - Emilie Ågheim Kalkenberg, biatleta norvegese
- 1997 - Anderson Lucoqui, calciatore tedesco
- 1997 - Kyle Mack, ex snowboarder statunitense
- 1997 - Luís Mata, calciatore portoghese
- 1997 - Kevin Moreira, calciatore uruguaiano
- 1997 - Moa Olsson, fondista svedese
- 1997 - Aleksandr Platunov, cestista russo
- 1997 - Maiya Quansah-Breed, attrice teatrale e cantante britannica
- 1998 - Sumit Antil, atleta paralimpico indiano
- 1998 - Comethazine, rapper statunitense
- 1998 - Sarah-Léonie Cysique, judoka francese
- 1998 - Marco Grüll, calciatore austriaco
- 1998 - Sebastian Gutierrez, giocatore di football americano statunitense
- 1998 - Faitout Maouassa, calciatore francese
- 1998 - Florent Muslija, calciatore kosovaro
- 1998 - Ibrahima Ndiaye, calciatore senegalese
- 1998 - Justin Pierce, cestista statunitense
- 1998 - Amik Robertson, giocatore di football americano statunitense
- 1999 - Axel Bamba, calciatore ivoriano
- 1999 - Denis Chodykin, pattinatore artistico su ghiaccio russo
- 1999 - Felisberto de Deus, mezzofondista e siepista est-timorese
- 1999 - Trevor Doornbusch, calciatore olandese
- 1999 - Denis Drăguș, calciatore rumeno
- 1999 - Lamine Ghezali, calciatore francese
- 1999 - Simone Locarni, pianista italiano
- 1999 - Kana Tomizawa, judoka giapponese
- 1999 - Federica Veritti, calciatrice italiana
- 2000 - Marco Cilli, pattinatore italiano
- 2000 - Diego Cor, calciatore uruguaiano
- 2000 - Dani Tasende, calciatore spagnolo
- 2000 - Mateo Klimowicz, calciatore tedesco
- 2000 - Juan Ignacio Marcos, cestista argentino
- 2000 - Nikolaos Molvalis, tuffatore greco
- 2000 - Michael Obafemi, calciatore irlandese
- 2000 - Will Sands, calciatore statunitense
- 2000 - Kevin Sessa, calciatore tedesco
- 2000 - Il'ja Skrobotov, calciatore russo
- 2000 - Zion Williamson, cestista statunitense

## XXI secolo(28)
- 2001 - Karl Friðleifur Gunnarsson, calciatore islandese
- 2001 - Muhammadqodir Hamroliyev, calciatore uzbeko
- 2001 - Artan Jazxhi, calciatore albanese
- 2001 - Michael Mayer, giocatore di football americano statunitense
- 2001 - Zala Meršnik, calciatrice slovena
- 2001 - Leo Román, calciatore spagnolo
- 2001 - Lukas Van Ness, giocatore di football americano statunitense
- 2001 - Marie Wegener, cantante e personaggio televisivo tedesca
- 2002 - Julija Avdeeva, tennista russa
- 2002 - Vicky Bernardi, sciatrice alpina italiana
- 2002 - Iurie Iovu, calciatore moldavo
- 2002 - Abdenego Nankishi, calciatore tedesco
- 2002 - Luis Tritscher, sciatore alpino austriaco
- 2003 - Fernando Embadje, calciatore guineense
- 2003 - Facundo González, calciatore uruguaiano
- 2003 - Zeno Van Den Bosch, calciatore belga
- 2003 - Myron van Brederode, calciatore olandese
- 2004 - Damion Downs, calciatore tedesco
- 2004 - Elián Irala, calciatore argentino
- 2004 - Dylan Kingwell, attore canadese
- 2004 - Azareye'h Thomas, giocatore di football americano statunitense
- 2004 - Başar Önal, calciatore turco
- 2005 - Yaël Nandjou, calciatore francese
- 2005 - Sofia Thøgersen, mezzofondista e ostacolista danese
- 2006 - Kaho Aitaka, nuotatrice artistica giapponese
- 2006 - Kubrat Jonaščă, calciatore bulgaro
- 2006 - Daniela Marková, nuotatrice artistica ceca
- 2007 - Lexine Farrugia, calciatrice maltese

## Senza anno specificato(1)
- Doctor Zot, disc jockey e produttore discografico italiano